# تساو فانغ
كاو فانغ (بالإنجليزية: Cao Fang)‏ (و. 231 – 274 م) هو حاكم ‏ من مملكة واي، كان إمبراطور مملكة واي (239–254). ولد في الصين وتوفي فيها، عن عمر يناهز 43 عاماً.

## مناصب
| المناصب السياسية | المناصب السياسية             | المناصب السياسية |
| ---------------- | ---------------------------- | ---------------- |
| سبقه             | إمبراطور مملكة واي 239 - 254 | تبعه Cao Mao     |